# Arthur Barclay
Arthur Barclay (ur. 31 lipca 1854 w Bridgetown na Barbadosie zm. 10 lipca 1938 w Monrovii) – liberyjski przedsiębiorca, urzędnik, publicysta i polityk, prezydent Liberii.

## Życiorys
Urodził się na Barbadosie. W 1865 razem z rodzicami wyemigrował do Liberii i osiedlili się w Monrovii. Studiował prawo na University of Liberia. W 1874 został sekretarzem pierwszego prezydenta Liberii, Josepha J. Robertsa.
Od 4 stycznia 1904 do 1 stycznia 1912 był piętnastym prezydentem Liberii z ramienia Prawdziwej Partii Wigów. Zyskał powszechny szacunek dzięki uczciwości.